# Kenji Haneda
Kenji Haneda (jap. 羽田 憲司, Haneda Kenji; * 1. Dezember 1981 in Ichikawa, Präfektur Chiba) ist ein japanischer Fußballtrainer und ehemaliger Fußballspieler.

## Laufbahn
Haneda begann mit dem Fußball während seiner Grundschulzeit, wo er in der Mannschaft der Grundschule Shioyaki spielte und dann in der der Mittelschule Myōden. Anschließend besuchte er die in der Nachbargemeinde liegende Oberschule Funabashi, die bereits mehrere Profifußballer hervorgebracht hat. In seinem letzten Schuljahr war er mit einer Sondererlaubnis in der Mannschaft des Erstligisten Urawa Red Diamonds. Nach seinem Schulabschluss wurde er 2000 von den Kashima Antlers unter Vertrag genommen, 2007 an Cerezo Osaka ausgeliehen, sowie 2009 übernommen und beendete 2012 seine Spielerkarriere bei Vissel Kōbe.
Mit der japanischen Nationalmannschaft qualifizierte er sich für die Junioren-Fußballweltmeisterschaft 2001.
Seit 2013 arbeitet er als Coach bei Cerezo Osaka, zuerst an deren Fußballschule, 2014 für deren U-18-Mannschaft und seit 2015 als ein Coach der Herrenmannschaft. Von 2016 bis 2020 war er in gleicher Funktion bei den Kashima Antlers.

## Errungene Titel
- J. League: 2000, 2001
- Kaiserpokal: 2000
- J. League Cup: 2000, 2002